# Джон Фергюсон Мак-Леннан
Джон Фергюсон Мак-Леннан (англ. John Ferguson McLennan, 14 жовтня 1827 — 16 червня 1881) — шотландський юрист і етнолог, чиї ідеї про культурну еволюцію в спорідненості та походження релігії досі стимулюють антропологічні дослідження.

## Біографія
Народився в Інвернессі, Шотландія, у родині страхового агента Джона Мак-Леннана та його жінки — Джейссі Росс. Навчався в Королівському коледжі (Абердин), який закінчив у 1849 р. Після завершення навчання вступив у Тринітський коледж, Кембридж, проте залишив без отриманого диплома.
Мак-Леннан провів два роки у Лондоні, пишучи статті для газети «Лідер» та інших періодичних видань.
Після двох років праці у Лондоні повертається до назад до Единбурга, де у 1857 р. був прийнятий у колегію адвокатів. У 1862 р. одружився з Мері Белл, після чого у них народжується донька.
У 1870 р. помирає дружина Мак-Леннана, тому він знову переїжджає до Лондона. У 1871 р. займає пост чиновника у шотландському парламенті.
Здоров'я Мак-Ленана було дуже підірвано через сухоти. Під час зимування в Алжирі страждає від нападів малярії. Помирає Мак-Леннан у 1881 р. від сухот у Кенті.

## Основні праці
Незважаючи на успіх у галузі права, Мак-Леннан отримував більше задоволення від написання антропологічних праць. Він писав на теми сім'ї, шлюбу, спорідненості і пов'язаних із ним звичаїв. У праці «Примітивний шлюб» (1865 р.) він запропонував соціальну еволюційну теорію шлюбу, а також системи спорідненості згідно з природними законами. Також він відкинув патріархальне суспільство на ранній стадії, стаючи на захист рідні по батьковій лінії як більш базову у еволюції. Хоча ця теорія і є відкинута сьогодні, проте має значний вплив на сферу антропології.
Мак-Леннан також написав «Життя Томаса Драммонда» (1867 р.). Матеріали, які він накопичував про спорідненість були відредаговані його вдовою та Артуром Платтом під назвою «Дослідження стародавнього світу: друге видання» (1896 р.)
Робота Мак-Леннана мала значний вплив на історію у галузі релігії. У дослідженні «Покоління тварин і рослин» (дві частини, 1869-70 рр.) Мак-Леннан запропонував теорію зв'язку між соціальними структурами і примітивними релігіями. Також він вигадав термін «тотемізм», який згодом виявився корисним для соціологів та релігієзнавців, зокрема для Вільяма Робертсона Сміта і Емілії Дюркгейм.